# Tom Ainsley
Tom Ainsley (Scarborough, 19 dicembre 1991) è un attore inglese. È noto per aver interpretato Benoit in Versailles e Nick in The Royals. A partire dal 2022 interpreta Charlie in How I Met Your Father.

## Biografia
Tom Ainsley è un attore di Scarborough, North Yorkshire. Ha debuttato con i ruoli di Benoit in Versailles e Nick in The Royals. Attualmente risiede a Londra, dove è rappresentato professionalmente da United Agents. Negli Stati Uniti è rappresentato da Greene & Associates e gestito da Luber Roklin Entertainment. A partire dal 2022 interpreta Charlie in How I Met Your Father.

## Filmografia

### Cinema
- Serpent, regia di Amanda Evans (2017)
- Boots on the Ground, regia di Louis Melville (2017)
- Safe Inside, regia di Renata Gabryjelska (2019)

### Televisione
- Doctors - serie TV, 1 episodio (2014)
- Storie in scena (Playhouse Presents) - serie TV, 1 episodio (2014)
- The Royals - serie TV, 4 episodi (2015)[1]
- Versailles - serie TV, 3 episodi (2015)[1]
- Holby City - serie TV, 1 episodio (2014)
- How I Met Your Father - serie TV, 10 episodi (2022-2023)[2]